# Repubblica Ceca ai Giochi della XXXI Olimpiade
La Repubblica Ceca ha partecipato ai Giochi della XXXI Olimpiade, che si sono svolti a Rio de Janeiro, Brasile, dal 5 al 21 agosto 2016.

## Atletica
La Repubblica Ceca ha qualificato a Rio i seguenti atleti:
- 400m ostacoli femminili - 2 atleti (Zuzana Hejnová e Denisa Rosolova)
- 3000m siepi femminili - 1 atleta (Lucie Sekanova)
- Lancio del peso maschile - 1 atleta (Tomáš Staněk)
- Lancio del peso femminile - 1 atleta (Jiřina Ptáčníková)
- Lancio del giavellotto maschile - 1 atleta (Petr Frydrych)
- Salto in lungo maschile - 1 atleta (Radek Juška)
- Salto con l'asta femminile - 1 atleta (Jiřina Ptáčníková)

## Golf

### Femminile
La Repubblica Ceca ha qualificato un'atleta:
- Klára Spilková

## Nuoto
| Atleta           | Evento                    | Batterie | Batterie   | Semifinali      | Semifinali      | Finale          | Finale          |
| Atleta           | Evento                    | Tempo    | Classifica | Tempo           | Classifica      | Tempo           | Classifica      |
| ---------------- | ------------------------- | -------- | ---------- | --------------- | --------------- | --------------- | --------------- |
| Lucie Svěcená    | 100 m farfalla            | 59"45    | 27ª        | non qualificata | non qualificata | non qualificata | non qualificata |
| Barbora Závadová | 400 m misti               | 4:38"53  | 14ª        | N.D.            | N.D.            | non qualificata | non qualificata |
| Simona Baumrtová | 100 metri dorso femminili | 1'01"08  | 17ª        | non qualificata | non qualificata | non qualificata | non qualificata |

| Pavel Janeček | 400 m misti  | 4:22"09 | 24ª | N.D. | N.D. | non qualificato | non qualificato |                 |                 |
| Jan Micka     | 400 m libero | 3:49"97 | 29ª | N.D. | N.D. | non qualificato | non qualificato | non qualificato | non qualificato |